# Кристева, Юлия
Ю́лия Стоянова Кри́стева (болг. Юлия Стоянова Кръстева, с болгарского на русский передача Крыстева; фр. Julia Kristeva; р. 24 июня 1941, Сливен, Болгария) — французская исследовательница литературы и языка, психоаналитик, писательница, семиотик, философ

 и оратор болгарского происхождения. Член Британской академии. Лауреат VIZE 97 Prize от Dagmar and Václav Havel Foundation (2008).

## Биография
С 1960-х годов живёт во Франции. Жена французского писателя и критика Филиппа Соллерса, одного из лидеров группы «Tel Quel». Мать троих детей. Почётный доктор многих университетов Европы и США.

## Научная деятельность
Представительница постструктурализма. Ученица Ролана Барта, пропагандистка и истолковательница идей М. М. Бахтина. В сфере научных интересов Кристевой — семиотика, лингвистика, литературоведение, психоанализ.
Основоположница оригинальных теорий «революционного лингвопсихоанализа», интертекстуальности, гено- и фено-текста. Автор таких трудов, как «Семиотика» (1969), «Революция поэтического языка» (1974), «Полилог» (1977) и основополагающей статьи «Разрушение поэтики» (1967).
Помимо этого, Юлия Кристева ведёт активную общественную деятельность как феминистка и публицистка. Одна из главных тем Кристевой — исследование феномена женского как автономной цельной совокупности. Она рассматривает женское начало не только как элемент гендерных программ, но и как автономное явление, которое близко формам неартикулированного, сокрытого, хтонического и священного. Кристева обращает внимание, что преобразование феномена женского ведёт к редукции чувства сакрального — то есть к утрате внемонетарного элемента в культуре XX века.

## Литературная деятельность
Автор нескольких романов. На русский язык в настоящее время переведён только один из них — «Смерть в Византии». В этом романе Кристева выступает, с одной стороны, как незаурядная писательница, являясь продолжательницей традиций «семиотического» романа, заложенных Умберто Эко. С другой стороны, она и в художественном творчестве не перестаёт быть мыслительницей. По замечанию культуролога А. Беспалова, «Кристева могла бы и не писать романы, поскольку её научные труды больше всего напоминают литературу, а в её литературе зачастую можно разглядеть черты научного трактата».
Ю. М. Лотман, анализируя роман Эко «Имя розы», пишет: «Попробуем определить в одном предложении, чем занят Вильгельм Баскервильский в монастыре. Он занят расшифровками. И в прямом смысле — чтением закодированной рукописи, — и в переносном. То, что для других людей — молчащие предметы, для него — знаки, которые многое могут рассказать тому, кто поймёт их язык». Это же определение можно приложить и к главной героине романа «Смерть в Византии» — журналистке, расследующей череду непонятных убийств. А. Беспалов указывает, что не случайно главной героиней является женщина — это как бы «феминистическая реплика» в сторону романа Эко, зеркальным отражением которого является текст Кристевой. По мере чтения романа перед читателем встаёт кристевская философская концепция современного мира, квинтэссенция которой выражена в следующей фразе: «Бес и тот сдох, остались только опиум и кокаин, эра масс-медиа — эра наркоманов» (Кристева 2007 :129). Здесь, по мнению А. Беспалова, мы находим «качественную постмодернистскую иронию по отношению к знаменитой формуле Ницше „Бог умер“».
Если умер не только Бог, но даже и Бес, то современный мир предстаёт как пустыня, населённая людьми-роботами, «способными только к бесконечному пожиранию и выделению знаков Интертекста». Такие глубины скрываются, казалось бы, за незатейливым детективным сюжетом романа, издаваемого у нас в сериях «массового детектива».
В своей диссертации отечественный филолог Т. Амирян анализирует «Смерть в Византии» в качестве романа, находящегося одновременно между разными жанровыми канонами, создающего «среднее»/«серединное» романное пространство, в которое Кристева мастерски интегрирует собственные теоретические концепции. По мнению Амиряна, произведение Кристевой является примером «письма-реплики» в сторону современной массовой культуры: популярному параноидальному детективу противопоставляется модель депрессивного-меланхолического переживания истории. Это глубоко личный роман автора, где, несомненно, происходит формирование автофикционального письма.

## Психоаналитическая деятельность
Участница семинаров Жака Лакана, после смерти мэтра Юлия Кристева, тем не менее, не вошла ни в одну из лакановских школ. Является титулярным членом Парижского психоаналитического общества (SPP). Возможно, что именно психоанализ можно назвать краеугольным камнем всей жизни и творчества Юлии Кристевой. Принципы анализа текстов, используемые исследовательницей, напрямую восходят к трудам Фрейда и Лакана (не говоря уже о собственных, оригинальных разработках Кристевой). И по сей день она является завсегдатаем круглых столов по психоанализу. Так, газета «Нувель Обсерватёр» опубликовала материалы дискуссии «Неделя 24 — 31 мая 2010: „Freud: le fond du débat“ Julia Kristeva et Michel Onfray répondent aux questions du Nouvel Observateur». Там, в частности, Ю. Кристева заявила, что психоанализ в XXI веке претерпевает радикальные перемены:
«Вслед за Прустом каждый анализант может сказать „Пациенты чувствуют себя ближе к своей душе… Чувства, будучи постоянным окружением для души, не являются её неподвижной тюрьмой, но скорее напротив, вселяют в неё порыв, позволяющий ей превзойти саму себя“. Психоанализ и предлагает не что иное, как реорганизацию и перманентную динамику психики <…> Медиа-идеологи утверждают, что поскольку жёсткий секс занял экраны, а слова „аутизм“ и „отрицание реальности“ получили место даже в политических баталиях, то сопротивление общества исчерпано и психоанализу больше делать нечего. Однако эти болтуны от психоанализа даже не понимают, что психическая жизнь не сводится к организмам, который вступают в половой акт; психоанализ слышит за этим возбуждение, боль, удовольствие, которые образуют сложную архитектуру ощущений, слов, мыслей, проекций <…> Говорят, что истерия исчезла. Чушь! Истерическое разделение между психическим возбуждением и его словесным представлением, постоянно обнаруживают себя в настоящем времени, в свободных ассоциациях и в динамике трансфера <…> Попытка демонтажа психоанализа направлена не против воображаемых идеалов, а на переоценку иудео-греко-латинского наследия, в котором психоанализ находит универсальную антропологическую открытость и интимность человеческого опыта, которому угрожает автоматизация. Сегодня царит настоящая асимболия, которая свидетельствует, с одной стороны, об упадке, а, с другой, о наступлении сенсуалистского коммунизма, который обещает гедонизм для всех. Эта волна, в которой СМИ находят удовольствие, угрожает цивилизации книг и слов. Дело за психоанализом».
В одном из последних интервью журналу Le Magazine Littéraire Ю. Кристева поделилась неожиданными исследовательскими планами. Исследовательница решила обратиться к творчеству знаменитой актрисы О. Л. Книппер, проанализировав его в лингвопсихоаналитическом ключе. Кристева видит в этом высокий гуманистический смысл:
«Я уже давно преодолела тот возраст, в котором можно утешаться иллюзиями <…> и полагать, что жизнь вечна и не имеет измерения. Я отчетливо осознаю, что каждая моя книга, даже если успеет быть написанной, может оказаться последней, более того, — она окажется моим последним словом. В качестве такового „слова“ я бы хотела оставить после себя книгу об Ольге Книппер, русской актрисе, чья песнь жизни („chant de vie“) была спета на одном дыхании и поныне продолжает овевать нас своим чистым голосом, голосом сирен. Отзвуки этой песни я нахожу повсюду, во всех явлениях меняющегося мира».

### Хора
Юлия Кристева ввела понятие хо́ра (от др.-греч. χώρα) в психоаналитический обиход, заимствовав его у Платона (см. Khôra), для обозначения первой стадии психического развития до вовлечения в стадию зеркала. Хора понимается как доисторическая стадия становления субъекта, когда опыт встречи с материнским телом происходит в доличностном и несимволизируемом пространстве субъекта.
Хорой мы называем невыразимую целостность субъекта, созданную влечениями и их застоями в их движении.Kristeva J., Le révolution du langage poétique. Paris: Seuil, 1974. P. 25
Кристева вводит это понятие в 1974 году в связи с «первичным процессом» у Зигмунда Фрейда, который управляет распределением и конденсацией энергий. Хора является «органической фазой языка», когда означающее и означаемое не существуют в разделённом виде, не образуют устойчивого канала обмена сообщениями между психическими инстанциями, который Фрейд называл принципом удовольствия.

## Критика
Одна из глав книги Алана Сокала и Жана Брикмона «Интеллектуальные уловки» посвящена теме употребления математической терминологии в текстах Юлии Кристевой. В конце главы авторы резюмируют:

В качестве заключения мы можем сказать, что наша оценка научных злоупотреблений Кристевой сходна с той, что мы дали Лакану. Мы констатируем, что в целом она обладает по меньшей мере смутным представлением о математике, на которую она ссылается, даже если она не всегда явно не понимает смысл употребляемых ею терминов. Но главная проблема, которую поднимают эти тексты, заключается в том, что Кристева никак не оправдывает значимость этих математических понятий в областях, которые она собирается исследовать — в лингвистике, литературной критике, политической философии, психоанализе — и причина тому, по нашему мнению, состоит в том, что никакой такой значимости нет. Её фразы более осмысленны, нежели фразы Лакана, но в поверхностности своей эрудиции она превосходит даже его.
По данным Болгарской комиссии, которая занимается раскрытием данных о работе граждан на спецслужбы в годы социализма, философ Юлия Кристева якобы сотрудничала с разведкой Болгарии. Согласно опубликованным документам, Кристева с 1971 по 1973 год была агентом Первого главного управления КГБ, которое занималось внешней разведкой. В то время она проживала во Франции. В документах спецслужбы она фигурировала под именем Сабина.
Сама Кристева это отрицает.